# セイント・エティエンヌ
セイント・エティエンヌ（英語: Saint Etienne）は、1990年に結成されたイギリス、グレーター・ロンドン出身のバンド。サラ・クラックネル、ボブ・スタンリー、ピート・ウィッグスで構成されている。一般的に、1990年代のインディーズ・ダンス・シーンと関連付けられている彼らの音楽は、クラブ・カルチャーや1960年代のポップス、その他の異なる影響を融合させている。
彼らのデビュー・アルバム『フォックスベース・アルファ』は、1991年にリリースされ、最も不朽のヒット曲「Only Love Can Break Your Heart」と「Nothing Can Stop Us」を収録し、批評家から高い評価を得た。続いて、全英シングルチャート12位となったシングル「You're in a Bad Way」を収録した『ソー・タフ』（1993年）と、テクノ・フォークの実験を取り入れた『哀しみ色のムーヴィー』（1994年）が発表された。両アルバムはトップ10に到達。彼らの初期は、ゴールド認定されたコンピレーション『Too Young to Die: Singles 1990–1995』で締めくくられ、エティエンヌ・ダオとの共作でバンド史上最高のチャートを記録したシングル「He's on the Phone」を制作した。
バンドは『グッド・ユーモア』（1998年）でインディー・ポップを取り入れ、リード・シングル「シルヴィ」は12位に達した。2000年代までに、セイント・エティエンヌは『サウンド・オブ・ウォーター』（2000年）でアンビエント・ミュージックへと軸足を移し、『Finisterre』（2002年）と『テイルズ・フロム・ターンパイク・ハウス』（2005年）ではこれらのスタイルの転換と初期の影響への回帰を醸し出した。2010年代には、『Words and Music by Saint Etienne』（2012年）と『ホーム・カウンティーズ』（2017年）で、彼らのサウンドが現代的にアップデートされた。アルバム『アイヴ・ビーン・トライング・トゥ・テル・ユー』（2021年）では、約20年ぶりとなるサンプリングを取り入れ、1994年以来の最高位14位のアルバムとなった。
バンド名はフランスのサッカークラブ、ASサンテティエンヌに由来する。
日本では、1993年にNOKKOのアルバム『CALL ME NIGHTLIFE』『I Will Catch U.』に楽曲提供もしている。NOKKOとのレコーディングではロンドンにある自宅スタジオに招いており、これは当時界隈で増えてきていたベッドルーム・レコーディングという手法だが、その点で先をいっていたアーティストだったとNOKKOがインタビューで振り返っている。

## メンバー
- サラ・クラックネル (Sarah Cracknell) - ボーカル、リーダー
- ボブ・スタンリー (Bob Stanley) - キーボード、作詞・作曲
- ピート・ウィッグス (Pete Wiggs) - キーボード

## ディスコグラフィ

### スタジオ・アルバム
- 『フォックスベース・アルファ』 - Foxbase Alpha (1991年)
- 『ソー・タフ』 - So Tough (1993年)
- 『哀しみ色のムーヴィー』 - Tiger Bay (1994年)
- 『グッド・ユーモア』 - Good Humor (1998年) ※トーレ・ヨハンソン・プロデュース
- 『サウンド・オブ・ウォーター』 - Sound of Water (2000年)
- Finisterre (2002年)
- 『テイルズ・フロム・ターンパイク・ハウス』 - Tales from Turnpike House (2005年)
- Words and Music by Saint Etienne (2012年)
- 『ホーム・カウンティーズ』 - Home Counties (2017年)
- 『アイヴ・ビーン・トライング・トゥ・テル・ユー』 - I've Been Trying to Tell You (2021年)

### サウンドトラック・アルバム
- 『The Misadventures Of Saint Etienne』 - The Misadventures of Saint Etienne (1999年)
- What Have You Done Today Mervyn Day? (2006年)

### コンピレーション・アルバム
- You Need a Mess of Help to Stand Alone (1993年) ※シングル・アルバム未収録曲集
- 『ベスト・オブ・セイント・エティエンヌ』 - Fairy Tales from Saint Etienne (1995年) ※日本限定のベスト盤
- Too Young to Die: Singles 1990–1995 (1995年)
- 『コンティネンタル』 - Continental (1997年)
- Fairfax High (1998年)
- Interlude (2001年)
- Smash the System: Singles and More (2001年)
- Travel Edition 1990–2005 (2004年)
- London Conversations: The Best of Saint Etienne (2009年)

### 主なシングル
- "Only Love Can Break Your Heart" (1990年) ※ニール・ヤングのカバーというものの原型を留めていない斬新なアレンジ。フェイス・オーヴァー・リーズンのモイラ・ランバートが歌っており、ビデオクリップもモイラが登場しているものとセーラが登場しているもの（歌声はモイラのまま）、2バージョン存在する。
- "Kiss and Make Up" (1990年) ※フィールド・マイスのカバー。シングルではデッド・フェイマス・ピープルのドナ・サヴェイジがボーカルだが、アルバム・バージョンではセーラが歌っている。
- "Nothing Can Stop Us" (1991年) ※セーラがボーカルの最初のシングル。
- "Join Our Club" / "People Get Real" (1992年)
- "Avenue" (1992年)